# Super Liga de Uzbekistán 2024
La temporada 2024 de la Artel Super Liga de Uzbekistán fue la 33.ª temporada de la máxima categoría del fútbol en Uzbekistán desde 1992. Comenzó el 3 de marzo y finalizó el 30 de noviembre. El Pajtakor Tashkent fue el campeón defensor.
El Nasaf Qarshi se proclamó campeón de esta edición consiguiendo el primer título de liga en su historia.

## Equipos

### Intercambio de plazas
| Pos. | Ascendidos de la Pro Liga 2023 |
| ---- | ------------------------------ |
| 1.°  | Lokomotiv Tashkent             |
| 2.°  | Dinamo Samarcanda              |

| Pos. | Descendidos a la Pro Liga 2024 |
| ---- | ------------------------------ |
| 13.° | Turon Yaypan                   |
| 14.° | Buxoro                         |

Los clubes Turon Yaypan y Buxoro fueron relegados de categoría. Por otra parte ascendieron Lokomotiv Tashkent, como campeón de la Primera Liga de Uzbekistán 2023 y Dinamo Samarcanda.

### Equipos participantes
| Club               | Ciudad     | Estadio             | Capacidad |
| ------------------ | ---------- | ------------------- | --------- |
| AGMK               | Olmaliq    | OKMK Sport Majmuasi | 12 000    |
| FC Andijon         | Andijon    | Soghlom Avlod       | 18 360    |
| Bunyodkor          | Taskent    | Bunyodkor           | 34 000    |
| Dinamo Samarcanda  | Samarcanda | Dinamo              | 12 000    |
| Lokomotiv Tashkent | Taskent    | Lokomotiv           | 8000      |
| Metallurg Bekabad  | Bekobod    | Metallurg Bekabad   | 15 000    |
| Nasaf Qarshi       | Qarshi     | Markaziy            | 16 000    |
| Navbahor Namangan  | Namangán   | Markaziy            | 22 000    |
| Neftchi Fergana    | Ferganá    | Fergana             | 20 000    |
| Olympic            | Taskent    | JAR                 | 8500      |
| Pajtakor           | Taskent    | Pakhtakor Markaziy  | 35 000    |
| Qizilqum Zarafshon | Zarafshon  | Yoshlar             | 12 500    |
| Sogdiana Jizzakh   | Yizaj      | Sogdiana            | 11 650    |
| Surkhon Termez     | Termez     | Alpamish            | 6000      |

## Desarrollo

### Clasificación
| Pos. | Equipo                 | Pts. | PJ | G  | E  | P  | GF | GC | Dif. | Clasificación 2025-26                      |
| ---- | ---------------------- | ---- | -- | -- | -- | -- | -- | -- | ---- | ------------------------------------------ |
| 1    | Nasaf (C)              | 52   | 26 | 15 | 7  | 4  | 35 | 18 | +17  | Fase de liga de la Liga de Campeones Élite |
| 2    | AGMK                   | 47   | 26 | 14 | 5  | 7  | 40 | 29 | +11  |                                            |
| 3    | Sogdiana               | 43   | 26 | 12 | 7  | 7  | 41 | 29 | +12  |                                            |
| 4    | Navbahor               | 43   | 26 | 11 | 10 | 5  | 42 | 31 | +11  |                                            |
| 5    | Neftchi Fergana        | 43   | 26 | 11 | 10 | 5  | 32 | 24 | +8   |                                            |
| 6    | Pajtakor               | 38   | 26 | 11 | 5  | 10 | 42 | 37 | +5   |                                            |
| 7    | Surkhon                | 36   | 26 | 10 | 6  | 10 | 30 | 31 | −1   |                                            |
| 8    | Dinamo Samarcanda      | 32   | 26 | 9  | 5  | 12 | 35 | 38 | −3   |                                            |
| 9    | Andijon                | 30   | 26 | 6  | 12 | 8  | 36 | 36 | 0    | Fase de grupos de la Liga de Campeones 2   |
| 10   | Bunyodkor              | 30   | 26 | 7  | 9  | 10 | 27 | 38 | −11  |                                            |
| 11   | Qizilqum               | 27   | 26 | 6  | 9  | 11 | 25 | 34 | −9   |                                            |
| 12   | Olympic (D)            | 25   | 26 | 6  | 7  | 13 | 22 | 38 | −16  | Play-off de permanencia                    |
| 13   | Metallurg (O)          | 23   | 26 | 3  | 14 | 9  | 22 | 30 | −8   | Play-off de permanencia                    |
| 14   | Lokomotiv Tashkent (D) | 21   | 26 | 5  | 6  | 15 | 28 | 44 | −16  | Descenso a la Uzbekistán Pro League        |

 Fuente: Socceway
Criterios de clasificación: Puntos · Enfrentamientos directos · Diferencia de goles · Goles a favor · Puntos fair-play · Play-off.
Notas:
1. ↑  Campeón de la Copa de Uzbekistán 2024.

### Resultados
| Local \ Visitante  | AGM | AND | BUN | DIN | LOK | MET | NAS | NAV | NEF | OLY | PAK | QIZ | SOG | SUR |
| ------------------ | --- | --- | --- | --- | --- | --- | --- | --- | --- | --- | --- | --- | --- | --- |
| AGMK               | —   | 0–0 | 1–0 | 3–1 | 1–0 | 1–0 | 3–4 | 2–1 | 1–2 | 2–2 | 4–2 | 1–0 | 5–3 | 1–0 |
| Andijon            | 2–3 | —   | 5–1 | 3–0 | 1–2 | 1–1 | 1–1 | 3–0 | 0–0 | 1–0 | 1–3 | 0–0 | 0–1 | 2–3 |
| Bunyodkor          | 0–1 | 2–0 | —   | 0–0 | 3–2 | 1–1 | 2–2 | 2–2 | 0–3 | 1–1 | 2–0 | 1–3 | 1–1 | 0–2 |
| Dinamo Samarcanda  | 3–2 | 1–1 | 2–3 | —   | 1–2 | 2–1 | 1–2 | 0–1 | 0–1 | 0–1 | 1–1 | 2–0 | 1–0 | 3–0 |
| Lokomotiv Tashkent | 0–2 | 1–2 | 2–3 | 0–2 | —   | 2–2 | 0–1 | 0–1 | 2–3 | 1–1 | 3–0 | 4–2 | 1–2 | 1–1 |
| Metallurg          | 1–1 | 0–0 | 0–0 | 0–1 | 1–1 | —   | 0–0 | 1–1 | 0–0 | 1–4 | 3–2 | 0–0 | 0–0 | 1–0 |
| Nasaf              | 2–0 | 3–0 | 0–0 | 1–1 | 3–0 | 1–2 | —   | 3–2 | 1–0 | 2–0 | 1–0 | 2–1 | 0–1 | 1–1 |
| Navbahor           | 1–1 | 3–3 | 2–2 | 3–1 | 4–0 | 1–0 | 0–1 | —   | 1–0 | 0–0 | 5–2 | 0–0 | 0–3 | 2–2 |
| Neftchi Fergana    | 1–0 | 2–2 | 2–1 | 3–2 | 1–1 | 1–0 | 2–0 | 2–2 | —   | 3–0 | 0–2 | 2–2 | 0–3 | 1–1 |
| Olympic            | 0–1 | 0–0 | 0–1 | 0–3 | 0–1 | 1–1 | 0–2 | 1–2 | 1–0 | —   | 1–2 | 1–0 | 0–1 | 2–0 |
| Pajtakor           | 0–2 | 3–1 | 1–0 | 4–2 | 3–1 | 4–3 | 0–0 | 0–0 | 0–0 | 6–0 | —   | 1–1 | 2–3 | 0–1 |
| Qizilqum           | 1–0 | 3–3 | 1–0 | 1–2 | 0–0 | 1–0 | 0–1 | 1–5 | 1–1 | 2–4 | 2–0 | —   | 1–1 | 2–1 |
| Sogdiana           | 1–1 | 1–1 | 4–0 | 4–2 | 2–0 | 2–2 | 1–0 | 1–2 | 1–2 | 2–2 | 0–1 | 1–0 | —   | 2–4 |
| Surkhon            | 2–1 | 2–3 | 0–1 | 1–1 | 2–1 | 2–1 | 0–1 | 0–1 | 0–0 | 3–0 | 0–3 | 1–0 | 1–0 | —   |

## Play-off de permanencia
Para la siguiente edición la Super Liga fue ampliada a 16 clubes, por lo que el play-off de permanencia constó de dos rondas eliminatorias. En la primera ronda los dos equipos ganadores consiguieron su plaza en la máxima categoría para la siguiente temporada, los dos perdedores pasaron a un partido final para determinar una última plaza en la Super Liga.

### Primera ronda
| Equipo 1      | Resultado | Equipo 2  |
| ------------- | --------- | --------- |
| Kokand 1912   | 2–1       | Metallurg |
| Shurtan Guzar | 1–0       | Olympic   |

- Kokand 1912 y Shurtan Guzar ascendieron a la máxima categoría.[4]

### Segunda ronda
| Equipo 1 | Resultado | Equipo 2  |
| -------- | --------- | --------- |
| Olympic  | 1–2       | Metallurg |

- Metallurg se mantuvo en la Super Liga, Olympic fue relegado a la Pro Liga.[4]

## Máximos goleadores
- Actualizado al 30 de noviembre de 2024.
| Rank | Jugador              | Club              | Goles |
| ---- | -------------------- | ----------------- | ----- |
| 1    | Dragan Ćeran         | Pajtakor          | 13    |
| 2    | Ljupcho Doriev       | Sogdiana          | 12    |
| 3    | Anvarjon Hojimirzaev | Dinamo Samarcanda | 10    |
| 3    | Toma Tabatadze       | Navbahor          | 10    |
| 5    | Zoran Marušić        | Nasaf Qarshi      | 9     |
| 6    | Vladimir Jovović     | Sogdiana          | 8     |
| 6    | Joel Kojo            | Dinamo Samarcanda | 8     |
| 6    | Elguja Lobjanidze    | Qizilqum          | 8     |
| 9    | Jamshid Iskanderov   | Navbahor          | 7     |
| 9    | Khislat Khalilov     | Dinamo Samarcanda | 7     |
| 9    | Abdug'afur Khaydarov | Surkhon           | 7     |
| 9    | Effiong Nsungusi     | Neftchi Fergana   | 7     |
| 9    | Rustam Turdimurodov  | Andijon           | 7     |